# Dorje Shugden
Dorje Shugden (em tibetano: རྡོ་རྗེ་ཤུགས་ལྡན; Wylie: rdo-rje shugs-ldan), "Vajra - Que possui força" - é uma Divindade do budismo tibetano, especialmente de sua escola Gelug na qual é visto como um Protetor do Darma ou "Anjo Gardião." A devoção aos Protetores do Darma é um dos pontos centrais na prática da religião Budista Tibetana.
Dorje Shugden é considerado como a reencarnação do Lama Gelugpa Dragpa Gyaltsen do Monastério de Drepung, um contemporâneo de Lobsang Gyatso o 5º Dalai Lama (1617–1682). 

## Natureza e Função
De acordo com o 17º Trijang Rinpoche (1901–1981), que foi o Tutor Junior e Guru do 14º Dalai Lama por mais de 40 anos, Dorje Shugden "se manifesta sob qualquer forma, mundana ou supra-mundana, vai depender de nossa mente, se é pura ou impura."
O líder do povo Tibetano no exílio, 14º Dalai Lama, depois de ter praticado Dorje Shugden por mais ou menos 20 anos, rejeitou os ensinamentos de seu guru Trijang Rinpoche, aceitando que Dolgyal (Shugden) é somente um espírito mundano e não um Ser Iluminado.
Ao mesmo tempo, que defensores de Dorje Shugden o identificam como um Ser Iluminado, ou a emanação do Buda Manjushri, críticos de Shugden o classificam como um Gyalpo, que  em tibetano significa - espírito malevolente. Estas duas visões conflitantes são expostas e explicadas no artigo Controvérsia de Dorje Shugden.

### Função como um Protetor do Darma
Aderentes da prática de Dorje Shugden rezam para que ele proteja suas realizações de darma, sabedoria e compaixão favorecendo as condições necessárias para que suas práticas espirituais obtenham êxito. De acordo com Von Brück, quando suplicado "Ele surge de todas as direções para proteger seus devotos, para atender seus pedidos de darma e purificar. Citando Mumford, Von Brück explica a popularidade de Dorje Shugden da seguinte, maneira:

Ele é invocado para proteger a máxima do praticante do budismo tibetano que é – Buda, Darma e Sanga – conhecida como as Três Joias, e também para dissipar as obstruções que podem retardar a obtenção do estado “mente de bodissatva”. Estas descrições servem para identificá-lo com as nobres intenções relacionadas ao ato de “tomar refúgio na triratna", isto é, nas três jóias. Ao mesmo tempo, Shugden tem conexão com saúde, alimentação, vida longa e prosperidade, e são feitos pedidos para a realização de todos os desejos que implicam na manutenção de uma boa saúde física e mental, conduzida para a finalidade última, que é a realização no darma. A ele é endereçado o título de “Grande Rei”, “Protetor Religioso” e “Realizador dos Desejos” para e pela proteção do darma prevenindo sua destruição, repelindo os inimigos internos e externos das dez regiões.

Um exemplo das preces à Dorje Shugden:

Eu lhe suplico do fundo de meu coração, Oh Supremo Ser,

Por favor, faça a tradição de Je Tsongkhapa florescer,

Estenda a vida e as realizações dos gloriosos Gurus

E aumente o estudo e a prática do Darma dentro das comunidades de Darma

Por favor, permaneça comigo sempre como se fosse a sombra de meu corpo

Concedei-me vossa solicitude inabalável e proteção,

Destrua todos os obstáculos e condições adversas

Conceda condições favoráveis, e realize todos os meus desejos,

Através de ampliar os estudos, a prática, a pura disciplina e harmonia,

Das comunidades que defendem a doutrina incorruptível de Buda,

E que mantém disciplina moral com mente pura,

Por favor, faça com que a Tradição Gedan aumente como a lua crescente.

A prática começa com preces a Buda Shakyamuni, seguida das preces para Je Tsongkhapa (fundador da tradição Gelug). Os praticantes meditam então no Lamrim, Lojong e ou no Mahamudra, concluindo com as preces a Dorje Shugden para que elimine obstáculos e que crie condições favoráveis para o florescimento do Darma
Geshe Kelsang Gyatso, um dos mais famosos partidários de Shugden no ocidente explica como Shugden protege a tradição de Je Tsongkhapa:

Dorje Shugdän é um Protetor do Darma que é a manifestação de Je Tsongkhapa. Je Tsongkhapa aparece como o Protetor do Darma Dorje Shugdän para prevenir sua doutrina da degeneração. Durante sua vida, Je Tsongkhapa fundou e estabeleceu a doutrina da linhagem oral Ganden que guia os seres humanos à obtenção da liberação permanente do sofrimento e muito rapidamente à suprema felicidade da iluminação. Naturalmente, ele mesmo, Je Tsongkhapa, toma pra si a responsabilidade de prevenir sua doutrina da degeneração e do desaparecimento. Tem a responsabilidade de fazer com que sua doutrina passe de geração a geração. Para tanto, desde que faleceu, ele continuamente aparece sob vários aspectos, como por exemplo, no aspecto de um professor espiritual, que ensina a linhagem oral da Tradição Ganden

### Proteção ao 14º Dalai Lama
Dorje Shugden também protegeu o 14º Dalai Lama em sua fuga do Tibete para a Índia. De acordo com alguns Lamas que estavam vivos naquele tempo, e que deram depoimentos sobre isso, fala o monge alemão Helmut Gassner, que foi o tradutor do Dalai Lama por 17 anos, e explica:

Outra figura muito marcante do Tibete de outrora, foi o camareiro do Dalai Lama, Kungo Phala, que foi representado muito bem no filme Kundun. Foi meu convidado em minha casa em Feldkirch por várias ocasiões. Foi ele que em 1959 organizou a fuga de Sua Santidade do palácio de verão Norbulingka. Ele algumas vezes comentou comigo sobre este fato, talvez por estar muito satisfeito com o progresso que estava fazendo na língua tibetana. 
As preparações para a fuga foram feitas em absoluto segredo e seguidas a risca as instruções recebidas de Dorje Shugden. Perguntei a ele quais eram seus pensamentos quando tiveram que forçar caminho através das multidões que cercavam Norbulingka com o próprio Dalai Lama seguindo logo atrás dele, disfarçado de empregado. Disse que tudo ocorreu exatamente como havia predito o oráculo de Dorje Shugden do Monastério de Panglung (Panglung Rinpoche agora vive em Munique). Em situações particularmente perigosas, ele sentia-se “movendo em espaço protegido”, com a sensação de ter os pés quase não tocando o chão. Mais tarde, tive a oportunidade de escutar outros relatos da fuga por outras pessoas que participaram, como por exemplo, os criados de Trijang Rinpoche e monges de Pomra Khamtsen do Monastério de Sera Mey, que foram escolhidos como guarda-costas pessoais do Dalai Lama.

## Aparência e Simbolismo
Todos os rituais e preces relacionados a Dorje Shugden, referem-se a ele  como um Protetor Iluminado. Segue uma amostra das preces do extensivo ritual tibetano “Kangso” a ele oferecido:

Você disse "Eu irei proteger com riqueza de mérito todos os seres

A sublime, inoxidável essência dos ensinamentos dos Sugatas."

Vem Herói Manjushri e Yamantaka em espantoso disfarce,

Com a força de um milhão de Protetores do Darma; a você oferecemos louvação.

Sobre as palavras, “espantoso disfarce”, citadas acima, Bernis explica que esta aparência irada é considerada pelos praticantes “meramente uma alegoria externa para ajudar aqueles que se sentem ameaçados e amedrontados." Von Brück descreve a aparência de Dorje Shugden:

Das várias caracterizações, sua caracterização mais marcante é a de feroz e violenta, assim, para destruir todos os inimigos. Animais são simbolicamente sacrificados a ele. Seu domicílio é cheio de esqueletos e crânios humanos, armas estão a sua volta e o sangue de homens e cavalos formam um lago. Seu corpo tem a cor vermelho escuro e sua expressão facial é similar as bem conhecidas descrições de rakshasas do tipo feroz. No entanto, todos esses atributos não são originais dele próprio, é que pela tradição do budismo tibetano, os estereótipos são mais ou menos parecidos de todos os Protetores do Darma, como por exemplo, Vajrapani. Outras caracterizações mais suaves são menos conhecidas. Aparecem em cinco formas diferentes ( os cinco Shugdens ) que simbolizam as cinco famílias, conhecidas como "as cinco linhagens de Dorje Shugden".

De acordo com os aderentes da prática, é correto considerar Dorje Shugden como a emanação de Manjushri e não de alguém que tenha aspectos de um ser mundano. A forma principal de como Dorje Shugden se apresenta, revela as fases completas para o caminho do Sutra e Tantra, e tais qualidades não são atributos dos seres mundanos. Dorje Shugden se apresenta com as vestes dos monges plenamente ordenados, mostrando que a prática da pura disciplina moral é essencial para aqueles que desejam obter a iluminação. Em sua mão esquerda segura um coração humano simbolizando grande compaixão, jóia coração e grande e espontânea felicidade – a essência de todas as fases do vasto caminho do Sutra e do Tantra. Seu chapéu redondo amarelo (Tibetano sakshu) representa a visão de Nagarjuna, e a espada meia curva (Tibetano chula) em sua mão direita, nos ensina que deve ser cortada a ignorância, raiz do sansara, com a afiada lâmina da sabedoria (como a espada erguida por Manjushri e Je Tsongkhapa). Esta é a essência de todas as fases do profundo caminho do Sutra e do Tantra. Em seu braço esquerdo repousa um pequeno animal da fauna tibetana, o Mangusto, que representa a devoção a todos os seres sencientes sem exceção. Ele monta um leão das neves, simbolizando os quatro aspectos destemidos de um Buda. Geshe Kelsang afirma:

Até mesmo pela forma de Dorje Shugden, são reveladas as fases completas do caminho para o Sutra e o Tantra, e tais qualidades não são possuídas pelos seres mundanos.

## Séquito e Mandala
Uma das características da iconografia de Dorje Shugden, é a figura central, Duldzin Dorje Shugden, rodeada pelas quatro emanações cardeais. De acordo com Nebresky-Wojkowitz:
- "No Leste reside a 'emanação de corpo' (sku'i sprul pa) Zhi ba'i rgyal chen, branca com uma expressão suave." (Vairochana Shugden)
- "No Sul habita a 'emanação da excelência' (yon tan gyi sprul pa) rGyas pa'i chen." (Ratna Shugden) de cor branca de expressão suave.
- "No Oeste habita a 'emanação do discurso' (gsung gi sprul pa) dBang 'dus rgyal chen, de cor branca, levemente com expressão irada." (Pema Shugden)
- "No Norte reside a 'emanação do karma' ('phrin gyi sprul pa) Drag po'i rgyal chen. Seu corpo tem a cor verde, e apresenta uma feição feroz." (Karma Shugden) [25]

Dorje Shugden é a encarnação das cinco famílias de Buda e aparece em cinco formas que simbolizam as cinco famílias, conhecidas como 'as cinco linhagens de Dorje Shugden'. Estas formas também simbolizam realizações de pacificação, crescente, de controle e de ações iradas, e a sua principal forma como Duldzin, simboliza a realização iluminada suprema.
De acordo com Sachen Kunlo, um Lama da tradição Sakya, cada uma das 32 Deidades do mandala de Dorje Shugden tem uma função específica iluminada: a principal forma Duldzin Dorje Shugden conduz seus seguidores para os corretos caminhos espirituais concedendo sabedoria; Vairochana Shugden ajuda pacificar karma negativo e obstáculos; Ratna Shugden aumenta a boa sorte; Pema Shugden ajuda a controlar a mente; e Karma Shugden supera os quatro maras e espíritos do mal. As nove grandes Mães ajudam nas práticas do Tantra; os oito monges plenamente ordenados ajudam nas práticas do Sutra; e os dez guardiões irados ajudam nas atividades do dia a dia.
Ao contrário de outros protetores do darma, na prática de Dorje Shugden há uma Mandala. Isto é uma indicação de que Ele é considerado um Ser plenamente iluminado, porque somente a Irmandade dos Budas possuem mandalas de corpo. A mandala de corpo de Dorje Shugden é baseada nas 32 Deidades do Lama Losang Tubwang Dorjechang (Je Tsongkhapa).

## Mantra
Dorje Shugden tem dois mantras: OM VAJRA WIKI WITRANA SOHA e OM DHARMAPALA MAHA RANDZA BENDZA BEGAWAN RUDRA PENJA KULA SARWA SHA TRUM MARAYA HUM PHAT.
No mantra longo, OM DHARMAPALA MAHA RANDZA refere-se ao nome de Dorje Shugden: DHARMAPALA que significa "Protetor do Darma" e MAHA RANDZA significa "Grande Rei." BENDZA BEGAWAN RUDRA significa "Dorje Shugdan," e PENJA KULA SARWA SHA TRUM MARAYA HUM PHAT significa “Por favor concedei-me as realizações.”
Em OM VAJRA WIKI WITRANA SOHA, OM refere-se ao aspecto exterior de Dorje Shugdan, que são suas vestes de ordenação que são temporárias. Uma das funções do OM é também a de chamá-lo “O, Dorje Shugdan”. VAJRA refere-se a verdadeira função de Dorje Shugdan. O significado de VAJRA é a união de Grande Felicidade e a Vacuidade de Je Tsongkhapa com todos os Budas. As realizações de Je Tsongkhapa com a união de Grande Felicidade e a Vacuidade aparecem no aspecto de Dorje Shugden. As cinco letras em sânscrito traduzidas para o alfabeto ocidental WIKI WITRANA simbolizam as cinco realizações: de pacificação, crescente, de controle, de ações iradas e a suprema. SOHA significa "Por favor conceda." O mantra completo significa: “O (venha) Dorje Shugdan, por favor conceda a pacificação, crescimento, controle, realizações iradas e supremas.”

## Origens

### Previas encarnações
Dorje Shugden é a encarnação atual de uma linhagem de Mestres Iluminados. A linhagem das previas vidas de Dorje Shugden inclui Buda Manjushri, Mahasiddha Biwawa ou Virupa, Sakya Pandita, Buton Rinchen, Duldzin Dragpa Gyaltsän, e Panchen Sönam Dragpa.
Dorje Shugden aparece em sua atual forma como o professor de Budismo da tradição Gelugpa chamado Dragpa Gyaltsen, sendo a reencarnação de Panchen Sonam Dragpa. Dragpa Gyaltsen foi um professor muito estimado, contemporâneo de Lobsang Gyatso o Quinto Dalai Lama (1617–1682),
Dorje Shugden é considerado por seus praticantes por ser uma emanação do Buda Manjushri: "Por causa dos Lamas da linhagem de reencarnações de Drakpa Gyaltsen serem manifestações do Buda da sabedoria Manjushri, e porque Drakpa Gyaltsen aparece na forma de Dorje Shugden, acreditamos sem sombra de dúvida nenhuma que a verdadeira natureza de Dorje Shugden é a do Buda da Sabedoria." Esta compreensão é também baseada no comentário feito por Trijang Rinpoche sobre Dorje Shugden:

Este grande guardião dos ensinamentos é bem conhecido por ser a preciosa suprema emanação do Conselho do Monastério de Drepung, Dragpa Gyaltsen, surgindo no aspecto irado. A prova é inequívoca. Tulku Dragpa Gyaltsen, como é ensinado na linhagem, foi a reencarnação final de uma linhagem que incluiu o Mahasiddha Birwawa, o grande Kashmiri Pandit Shakya Shri, o ominisciente Buton, Duldzin Dragpa Gyaltsen, Panchen Sonam Dragpa, e assim por diante; isto é provado por escrituras válidas, citação e raciocínio. Estes grandes seres, de um ponto de vista definitivo, já eram plenamente iluminados, e mesmo na aparência comum, cada um deles foram seres sagrados que obtiveram estágios elevados de realização.

Também Ngulchu Dharmabhadra (1772–1851), um guru da linhagem Mahamudra, identificou Dorje Shugden como tendo surgido de um continuum de grandes seres que incluem Duldzin Drakpa Gyaltsen, Panchen Sonam Drakpa e o Tulku Drakpa Gyaltsen.

### Dragpa Gyaltsen e a emergência de Dorje Shugden
De acordo com Mullin, o surgimento da prática é fortemente relacionado ao Dragpa Gyaltsen, um contemporâneo do 5º Dalai Lama, e sobre isso existem diferentes histórias. De acordo com Von Brück, existem poucos documentos históricos e evidencias antes do começo do século XIX e diferentes versões de histórias transmitidas oralmente de suas origens, e que contradizem umas as outras. Von Brück traça as raízes históricas da morte de Drakpa Gyaltsen e o surgimento de Dorje Shugden como o Protetor do Darma de volta no tempo, no tempo das “lutas pelo poder do 5º Dalai Lama (1617–1682) e o sucesso da centralização do poder em suas mãos depois da morte do mongol Gushri Khan." Estas visões de histórias conflitantes que contradizem umas as outras sobre as origens de Dorje Shugden estão expostas no artigo Controvérsia de Dorje Shugden. 

## Oráculo
Assim como outras Divindades Protetoras do Budismo Tibetano, há um Oráculo de Dorje Shugden. Um médium anterior que servia de oráculo de Dorje Shugden foi Trode Khangsar Kuten.
De acordo com Nebesky-Wojkowitz, "O mais famoso médium que transmite as palavras de Dorje Shugden vive num santuário em Lhasa chamado Trode Khangsar (rgyal khang). Este é um dos poucos oráculos tibetanos que não é permitido se casar. Em uma casa próximo ao santuário vive um dos mais renomados médiuns de  Kha che dmar po."
De acordo com Joseph Rock existiu dois oráculos principais de Dorje Shugden: Panglung Choje e Trode Khangsar Choje. Joseph Rock testemunhou e documentou uma invocação pública de Panglung em Kham (Leste do Tibete) em 1928. O oráculo empunhou uma espada de aço e a torceu em várias voltas. Choyang Duldzin Kuten Lama foi oráculo de Dorje Shugden por muitos anos.